# 526
سنة 526 م (بالأرقام الرومانية: DXXVI) كانت سنة بسيطة تبدأ يوم الخميس (الرابط يظهر نموذج الجدول الزمني الكامل للسنة) من التقويم اليولياني. بدأت تسمية السنة ب526 منذ العصور الوسطى المبكرة، عندما أصبح تقويم أنو دوميني هو الأسلوب السائد في أوروبا لتسمية السنوات.

## أحداث
- تشييد هيكل مهابودهي في بودغايا، الهند.

## مواليد
- عمرو بن كلثوم شاعر جاهلي من أصحاب المعلقات

## وفيات
- ثيودريك